# 장만성
장만성(張曼成, ?~184년)은 중국 후한 말 황건적(黃巾賊)의 장수이다.

## 행적
184년 장각(張角)의 명령에 호응하여 황건적을 이끌고 남양(南陽)을 점령하면서 남양 태수 저공(褚貢)을 죽였다.
이후 계속 남양에 주둔했는데, 그해 6월에 한나라에서 새로 남양태수로 임명한 진힐(秦頡)과 싸우다가 전사했다. 그러나 장만성의 부하들은 조홍(趙弘)을 새로운 우두머리로 받들고 8월까지 저항하다가 주준(朱儁)에게 토벌당했다.